# Хай живе Король (фільм, 1923)
Хай живе Король (англ. Long Live the King) — американська драма режисера Віктора Шерцингера 1923 року.

## У ролях
- Джекі Куган — наслідний принц Фердинанд Вілльям Отто
- Розмарі Тебі — графиня Ольга
- Рут Ренік — принцеса Гедвіга
- Віра Льюїс — ерцгерцогиня Аннунсіта
- Алан Хейл — король Карл
- Аллан Форрест — Ніккі
- Волт Вітман — канцлер
- Роберт Броуер — король
- Реймонд Лі — Боббі
- Монте Коллінз — Адальберт